# Hrytsko Hryhorenko
Hrytsko Hryhorenko era el seudónimo de Oleksandra Sudovshchykova-Kosach (1867 – 1924), periodista y escritora ucraniana.
Era hija de Yevhen Sudovshchykov, un profesor ruso, y Hanna Khoynatska, nacida en el norte de Rusia donde sus padres se habían exiliado a causa de sus actividades pro-ucranianas. Tras la muerte de su padre en 1868, regresó con su madre a Kiev donde se formó. Allí se unió a un grupo literario, Pleyada (Pleaides), dedicado al estudio de la literatura ucraniana y de autores extranjeros traducidos al ucraniano.
Escribió poesía en ucraniano, ruso y francés. También hizo traducciones de escritores ucranianos al francés y de escritores franceses, suecos e ingleses al ucraniano. En 1893, se casó con Mykhaylo Kosach. Este fue obligado a trasladarse a Estonia para continuar sus estudios debido a sus actividades políticas por lo que Oleksandra y su madre le acompañaron a Tartu. Allí empezó a escribir prosa y publicó su primera colección de historias Nashi lyudy na seli (Las Vidas de nuestros Campesinos] en 1898.
En 1901, regresaron a Járkov, donde su marido fue profesor en la Universidad de Járkov. Murió dos años más tarde. Regresó a Kiev con su hija. Se graduó en leyes y trabajó en un tribunal. También se implicó en el movimiento en defensa de los derechos de las mujeres.
Algunos trabajos de Hrytsko Hryhorenko fueron traducidos al inglés, entre ellos las colecciones From Heart to Heart (1998) y Warm the Children, O Sun (1998).